# Leptogaster coniata
Leptogaster coniata là một loài ruồi trong họ Asilidae. Leptogaster coniata được Oldroyd miêu tả năm 1960. Loài này phân bố ở vùng nhiệt đới châu Phi.